# Ciudad Obregón
Ciudad Obregón is de op een na grootste stad van de Mexicaanse deelstaat Sonora. Ciudad Obregón heeft 270.992 inwoners (census 2005) en is de hoofdplaats van de gemeente Cajeme
Obregón is ontstaan als spoorwegstation in 1907 en formeel gesticht in 1928 en is daarmee een van de jongste steden in Mexico. De stad is genoemd naar de in 1928 vermoorde president Álvaro Obregón. De stad is gelegen in de vallei van de Río Yaqui, een van de vruchtbaarste gebieden van Mexico.
De luchthaven van de stad is de Ciudad Obregón International Airport.

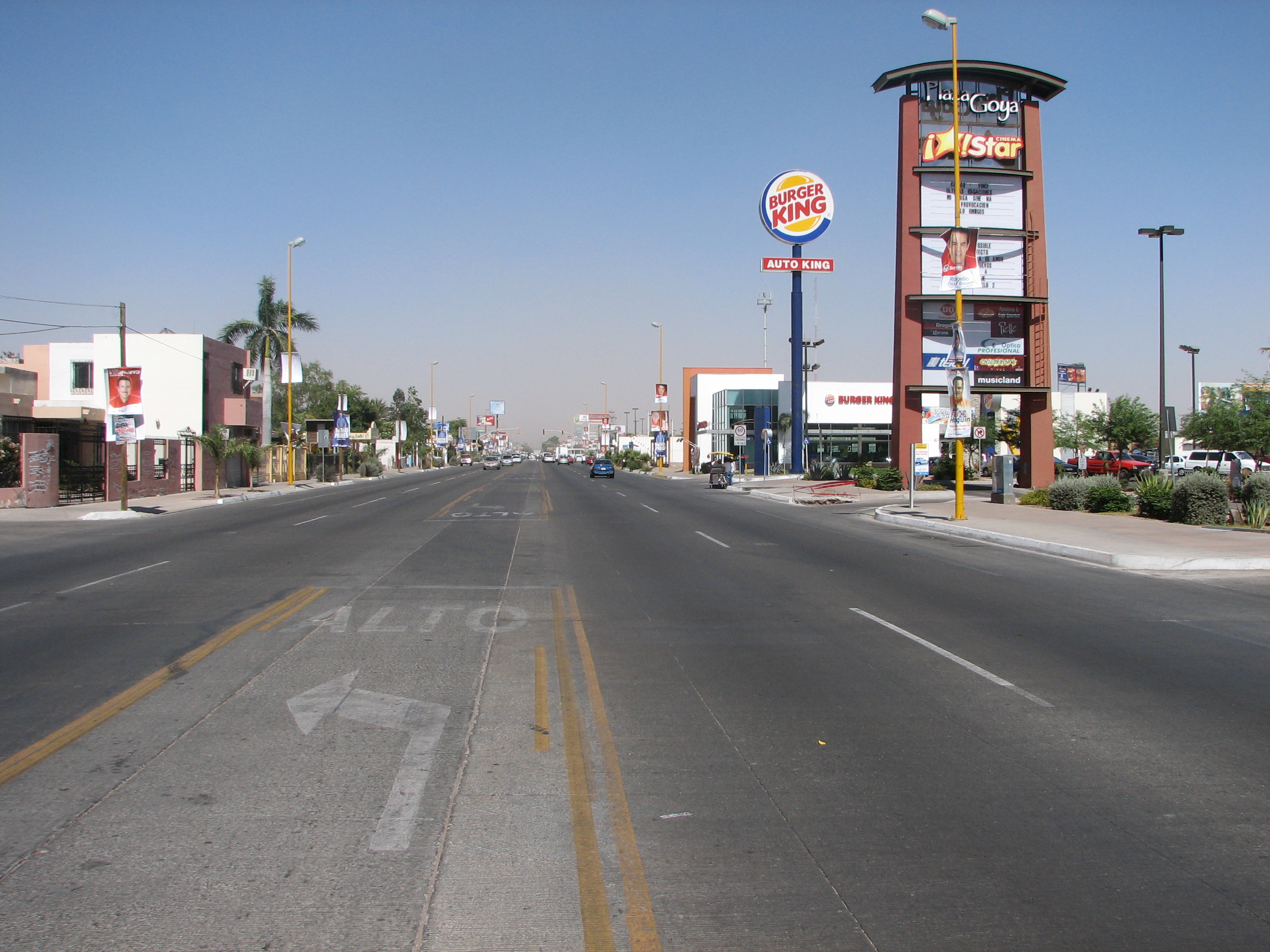
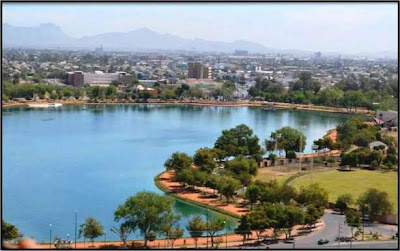

## Geboren
- Patricia Mercado (1957), feministe en politica
- Julio César Chávez (1962), bokser